# Ormond Stone

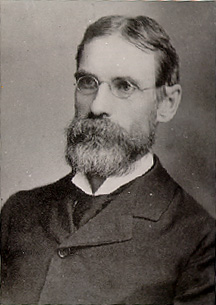
Ormond Stone

Ormond Stone (Pekin (Illinois), 11 de enero de 1847 – Centreville (Virginia), 17 de enero de 1933) fue astrónomo, matemático y educador formado por la Universidad de Chicago en 1870. Fue director del Observatorio McCormick y del Observatorio de Cincinnati además de editor del Annals of Mathematics.
Durante su trabajo en el Observatorio de Cincinnati a mediados de 1885 realizó la observación de diversas nebulosas, estrellas dobles y estrellas variables.